# Goran Sobin
Goran Sobin (Spalato, 3 settembre 1963 – Spalato, 19 dicembre 2021) è stato un cestista jugoslavo, dal 1991 croato.

## Palmarès
- YUBA liga: 3

Spalato: 1987-88, 1988-89, 1989-90
- Campionato greco: 1

Aris Salonicco: 1990-91
- Campionato croato: 2

Cibona Zagabria: 1992, 1992-93
- Coppa di Jugoslavia: 1

Spalato: 1990
- Coppa dei Campioni: 2

Spalato: 1988-89, 1989-90